# ヘンリー・サマセット (初代ウスター侯)
初代ウスター侯爵ヘンリー・サマセット（Henry Somerset, 1st Marquess of Worcester, 1577年 - 1646年12月18日）は、清教徒革命（イングランド内戦）期のイングランドの貴族。第4代ウスター伯爵エドワード・サマセットとエリザベス（第2代ハンティンドン伯爵フランシス・ヘイスティングスの娘）夫妻の次男で、内戦では王党派の一員として息子のエドワード・サマセットと共に国王チャールズ1世を支援した。

## 生涯
1628年、父の死で第5代ウスター伯となる。イングランド西部（ウェールズ南東部）のモンマスシャーを地盤とした裕福な貴族でカトリック教徒でもあり、長男のエドワードもモンマスシャーのラグラン城でカトリック教徒に育て上げた。
1642年から始まった第一次イングランド内戦ではチャールズ1世に忠誠を誓い10万ポンドを供出、以後もたびたび財政援助を行い、合計30万ポンドに達したという。見返りに侯爵へ昇叙され初代ウスター侯となり、エドワードもチャールズ1世の寵臣として取り立てられた。しかしエドワードが勝手に金を使い込み、激しい口論になったこともある。
1645年7月、ネイズビーの戦いに敗れたチャールズ1世を居城のラグラン城へ迎え入れたが、9月にチャールズ1世がスコットランドからモントローズ侯爵ジェイムズ・グラハムが援軍を率いて来るとの噂を信じてラグラン城から去り、残されたウスター侯はラグラン城を議会派のトマス・モーガンに包囲され、1646年に降伏した。そして連行・投獄され、12月18日にロンドンのコヴェント・ガーデンで死亡した。

## 子女
ジョン・ラッセルの娘アンと結婚、9男4女を儲けた。長男エドワードは爵位を継承して第2代ウスター侯となり、娘エリザベスはモンタギュー子爵フランシス・ブラウンと結婚した。